# Au pays des mines
L'exposition de peinture Au pays des mines, qui a lieu en janvier 1951 à Paris puis dans une quinzaine de villes de France, est la première manifestation importante de la peinture liée au Réalisme socialiste à française, qui rassemble la plupart des toiles rendant hommage à la grève des mineurs de 1948 et à leurs conditions de vie. Elle a déclenché une vaste polémique dans la presse, y compris au sein de la presse communiste, qui a duré des mois.

## Les circonstances

### Le voyage en Italie de Fougeron
Le peintre vedette de l'exposition, André Fougeron, est un des « peintres prolétariens » dont le métier a été d'être ouvrier d'usine avant de devenir professionnel de la peinture. Il a été pendant la Résistance le fondateur du Front national des arts et s'est engagé au Parti communiste français. Il reçoit en 1946 le Prix national des Arts et lettres (peinture), dont le montant lui permet de voyager en Italie et découvrir toutes les villes d'art. Il revient de ce voyage, qui l'a profondément influencé, avec un style plus axé sur la représentation que l'abstrait,.

### Les Parisiennes au marché, premier scandale
L'année suivante il peint la toile Les Parisiennes au marché (musée d'art moderne de Saint-Étienne), présentée au Salon d'automne  le 24 septembre 1948 au début de la saison des grands rendez-vous artistiques nationaux. Une partie de la critique de presse y voit « les accents d'un scandale » car le tableau évoque un « sujet social en cette période marquée par la vie chère » à Paris. D'autres toile à résonance prolétarienne sont exposées : Boris Taslitzky, autre peintre célèbre militant au PCF, présente une très grande peinture de mineurs : Les Délégués, et Édouard Pignon ses Pêcheurs à Ostende, selon Sarah Wilson.
Frank Elgar, qui fut  secrétaire général de la rédaction du Populaire (SFIO), accuse Fougeron dans Carrefour (hebdomadaire), hebdomadaire démocrate-chrétien, le 29 septembre 1948, d'avoir « travaillé sur les injonctions » de Jdanov.
Le peintre va ensuite obtenir un succès au Salon d'automne 1949 pour son tableau en "Hommage à André Houiller", tué par la police alors qu'il collait une affiche contre la Guerre d'Indochine, qui avait été dessinée par André Fougeron mais interdite par le ministre de l'Intérieur Jules Moch.

### Les autres expositions contemporaines de "peintres prolétariens"
Au cours de la première moitié de juin 1950 à Marseille, l'exposition  « L’art au service de la paix » montre des scènes  peintes par François Diana, Guy Montis (Józef Tysz) et Louis Roc, liés à la Maison de la Culture de Marseille.  

### La genèse et la méthode de l'exposition
Le "Pays des Mines" réunit  quarante toiles et dessins d’André Fougeron sur la vie des mineurs, à partir du 12 janvier 1951, à la galerie Bernheim-Jeune, avenue Matignon, qui sont le produit d'un travail s'apparentant à du reportage, dans l'esprit du "Nouveau réalisme". Trois ans plus tôt, Boris Taslitzky avait déjà été envoyé en 1947 par le Musée des Arts et Traditions Populaires pour un reportage à Denain dans le pays minier du Nord-Pas-de-Calais, dont il avait ramené des dessins dans les usines de sidérurgie, comme "les Femmes de Denain" et " Manifestation au carreau des mines" à la même époque "Les Anciens du maquis de la Creuse". La peintre Mireille Miailhe avait ensuite été envoyée à son tour au pays minier en 1948 pour en ramener des tableaux. 
Dès 1946, un premier reportage à vocation culturelle avait été effectué dans la région, en pleine Bataille du charbon (1945-1947), mais à vocation littéraire. Après les remous causés par le discours productiviste de Maurice Thorez à Waziers le 21 juillet 1945, critiqué par Auguste Lecœur pour avoir demandé l'arrêt de l'épuration des ingénieurs, le poète Louis Aragon, proche de Thorez, avait publié dans sa revue Europe  des poèmes soutenant le discours de Thorez, écrits par André Stil, 25 ans, responsable de l'Union Nationale des Intellectuels à Lille. Ce dernier avait ensuite invité Aragon dans la région, les 18 et 19 mars 1946, pour une visite au Puits de mine n°7 de Dourges-Dahomey, où avait commencé la prestigieuse grève de 1941. La visite prépare la future saga, à la fois réaliste et romanesque d'Aragon, Les communistes. La publication du premier des six tomes, en mai 1949, déçoit car elle ne dit pas un mot sur cette grève héroïque de 1941, préférant s'étendre sur les récits de 1940. Aragon s'y inspire ainsi plutôt des souvenirs de Léon Delfosse, qu'il a rencontré en mars 1946, pour décrire l'incendie d'un grand terril au sud-est de Carvin, où « du côté d'Oignies, Libercourt, au-dessus du bois, s'élève une masse de fumée noire, déroulant des volutes à une hauteur monstrueuse (...) comme un énorme champignon de ténèbres ». Delfosse faisait alors partie des militaires qui rallièrent Hénin-Liétard,, lors du massacre de 80 civils le 28 mai 1940 à Oignies, où depuis quatre jours le 106e d'infanterie, 11e zouaves, section tirailleurs marocains, avait reçu l'ordre de freiner l'avance allemande. Après la guerre, Maurice Thorez, proche de Delfosse et d'Henri Thiébault, maire de Liévin, avait imposé le premier au cabinet de Lecœur début 1946, puis en octobre 1946, malgré des résistances syndicales, comme directeur adjoint des Houillères chargé des œuvres sociales, peu avant l'affectation  aux vacances des mineurs du château de la Napoule, sur la Côte d'Azur. 
Ce massacre d'Oignies de 1940 obtient après la guerre un monument, inauguré en juillet 1947 par Vincent Auriol, dans un discours l'assimilant abusivement à la Résistance, reflet du climat mémoriel tendu d'après-guerre, particulièrement délicat pour les dirigeants du PCF Jacques Duclos et Maurice Thorez. Ainsi, le 9 décembre 1947, le député Pierre de Chevigné lit à l'Assemblée nationale la déposition du 20 juin 1940 de Denise Ginollin, qui venait d'obtenir l'autorisation de faire reparaitre L'Humanité sous censure allemande puis sera libérée le 25 juin sur intervention d'Otto Abetz, représentant d'Hitler en France. Pierre de Chevigné s'attire la réplique immédiate de l'avocat Joë Nordmann dans L’Humanité du 12 décembre 1947, avec à l'appui le fac-similé d'un faux numéro de L'Humanité clandestine de 1940 censé accréditer l'Appel du 10 juillet 1940, présenté abusivement comme lancé par Jacques Duclos et Maurice Thorez sur le sol de France.
Auguste Lecoeur, qui a lui été l'organisateur historique de la grève résistante des mineurs en 1941, préside depuis la fin de la guerre la fédération CGT des mines du Nord-Pas-de-Calais, qui est en lien depuis 1947 avec le peintre néo-réaliste André Fougeron. Son hebdomadaire "La Tribune des mineurs" a invité en 1948 l'artiste Mireille Miailhe, future Prix Fénéon 1950 , à dessiner des mineurs en grève puis publie à l'été 1949 Le Pays des mines,  poème d’Aragon, avec une préface enthousiaste d’Auguste Lecœur, qui avait invité le poète et Léon Delfosse, à la manifestation qu'il a organisée en juin à la Nécropole de Lorette, au milieu de pancartes « Paix au Viet-Nam » et « Amnistie aux mineurs »,.
En janvier 1950, Lecoeur propose cette fois à André Fougeron de l'héberger pendant six mois,, à la "Maison du peuple" de Lens, au contact quotidien des mineurs, pour effectuer une série de dessins et de toiles sur leur vie et raconter les affrontements miniers de décembre 1948 à la fin de la grève des mineurs de 1948. L'exposition se considère ainsi comme un « reportage » d' André Fougeron.
Au même moment, Louis Aragon est déjà à l'écriture du Tome 5 de sa saga Les Communistes. Il propose à Lecœur la relecture d'un passage mettant en scène Léon Delfosse aux côtés de "Decker", personnage qui se transforme dans ce tome en double de Charles Debarge, un mineur héros de la Résistance dans la région . Le texte en est toujours à la période de 1940 et décrit des mineurs de Carvin, Libercourt ou Oignies, détenus par les Allemands dans le stade d'Hénin-Liétard, à la recherche de « copains », en particulier de Léon Delfosse, cité trois fois. Lecœur lui répond que le passage est historiquement faux, car Delfosse « avait déserté son poste et avait fui lâchement en zone non occupée » en 1940, moment où les cadres résistants « faisaient le plus défaut », même s'il deviendra résistant en 1943. Malgré cette précision, Aragon publiera le passage entier, mais plus tard, en mai 1951, après le congrès du PCF d'avril 1950, au cours duquel il entre au comité central, avec Léon Delfosse, grâce au soutien appuyé de Maurice Thorez. Entre-temps, un mois avant ce congrès, les tomes 3 et 4 des Communistes viennent de sortir. Un personnage antipathique nommé "Paulin Lecoeur" y fait son apparition et ridiculise son homonyme, tandis que le Tome 1 confirme son succès avec déjà 80 000 exemplaires vendus, claironne le 9 mars André Wurmser, dans Les Lettres françaises. Peu après le congrès d'avril 1950, Aragon cesse ses contributions dans les colonnes de "La Tribune des mineurs", l'hebdomadaire d'Auguste Lecoeur du syndicat des mineurs, après 18 articles de critique littéraire parus du 28 janvier 1950 au  29 juillet 1950. Tiens bon la rampe !, le dessin de Mireille Miailhe sur les mineurs paru dans ce journal, sera alors republié dans Les Lettres françaises en août 195°.
La même période voit le lancement le 19 mars 1950 à Marseille des  « batailles du livre » du parti communiste : des écrivains sillonnent les routes pour aller devant les usines, marchés et places de villages rencontrer le public potentiel de leurs livres.

### Les première tensions entre Aragon et Lecoeur en 1950
Un mois avant l'exposition, Auguste Lecœur signe dans L'Humanité un article distinguant André Fougeron, peintre à son « créneau de communiste », de Picasso, « peintre de la paix », dont la Colombe de la paix a effectivement reçu une semaine plus tôt le Prix Lénine pour la paix,. Mais ce distinguo lui sera reproché lors de sa disgrâce, tout comme d'avoir écrit cet éditorial évoquant aussi Fougeron le même jour que celui où Aragon signait un éditorial sur une exposition Picasso, les dates étant accusées de se concurrencer, selon historienne de l'art Sarah Wilson . 
Pour titrer son article sur le « créneau de militant communiste » de Fougeron, Lecœur reprend simplement celui de l'article d'André Fougeron dans numéro de La Nouvelle Critique de 1948, qui avait suivi son premier succès au Salon d'automne de 1948. La brouille entre Lecoeur et Aragon, qui s'était matérialisée dès les premiers mois de 1950 au sujet de la véracité historique des récits d'Aragon sur la seconde guerre mondiale dans le nord, dans Les communistes, va entrainer des conséquences sur la perception en janvier 1951 de l'exposition organisée par Lecoeur.

### L'accueil du public et la polémique
Pierre Daix, que Louis Aragon vient de nommer directeur du quotidien communiste Ce soir est très proche du poète communiste, qui s'est brouillé en 1950 avec Auguste Lecoeur, organisateur de l'exposition. Dans le numéro du 16 janvier 1951 de Ce soir, Pierre Daix rédige un article glacial sur l'exposition, à la place de Georges Besson, le critique culturel du quotidien, qui avait soutenu le "Nouveau réalisme". Deux jours après, le numéro du 18 janvier de l'hebdomadaire Les Lettres françaises consacre à l'exposition un article également glacial de Jean Marcenac, qui s'est concerté avec Pierre Daix avant. Le jour même, le jeune André Stil, promu huit mois plus tôt rédacteur en chef de L'Humanité, et qui a préfacé avec Lecoeur le livre présentant l'exposition réagit: il rédige pour le lendemain un article soulignant que ce sont les portraits qui font l'essentiel du "Nouveau réalisme", car ils « imposent avec plus de force ce contenu nouveau », reprochant à demi-mot aux deux journalistes proches d'Aragon de n'avoir parlé que des paysages, comme les journaux "bourgeois", et n'avoir dit quasiment rien « rien sur les tableaux qui sont insupportables aux ennemis des mineurs et du Nouveau réalisme ».
L'épisode permet au chroniqueur littéraire et humoriste Georges Ravon, chef des informations au Figaro depuis 1945, d'ironiser trois jours après, dans un billet titré «Les pauvres gens», sur la difficulté d'être critique littéraire en presse communiste.
« Aragon se réserve pour les expositions valables, celles de Picasso et de Matisse », vient de révéler dans Le Monde, sur le même ton mordant, André Chastel, assistant  à l'Institut d'art et d'archéologie de la Sorbonne, collaborateur occasionnel du quotidien et de revues telles que L'Œil, qui en ce début 1950 se lance dans une thèse de doctorat sur "Art et humanisme à Florence au temps de Laurent le Magnifique".
Aragon, pourtant membre du même parti que Fougeron « a laissé la place, pour soutenir le débat, à un pamphlétaire navrant qui semble vraiment croire à la " nouveauté révolutionnaire " de l'art du pauvre Fougeron, maintenant enfoncé dans son ornière », affirme Le Monde, qui dénonce « l'acidité des tons » des tableaux et « l'éloquence crispée » du peintre, le procédé qui « consiste à disposer des figures de face dont les yeux vous suivent »}, aboutissant au « regard insoutenable de l'infirme rongé par la silicose » ou encore les « moignons affreux » et les « regards accusateurs » de cinq victimes du travail du tableau "Les Juges", avant de conclure  « Faut-il tant d'outrecuidance et de confusion pour servir la cause des travailleurs ? Si l'on aime la peinture la visite est inutile ; si la dure vie des mines nous préoccupe relisons plutôt Germinal ». Le texte qui présente les tableaux est aussi accusé de misérabilisme car il souligne que « des milliers et des milliers de pensionnés et de silicosés sont dans le même cas », les auteurs se déclarant « profondément émus par cette toile (...) belle, magnifiquement vraie ». 
Plus sévère encore, l'ex résistant Jean Texcier, élu à l’Assemblée consultative de 1946 à 1948, et journaliste aux quotidien socialiste Le Populaire et Nord Matin compare la peinture de Fougeron à celle du réalisme nazi et dénonce dénonce une exposition  « si gauche, si froide, si prétentieuse, et en même temps si vulgaire dans sa réalisation, que le parti communiste s'adresse uniquement à la lutte des classes et à la politique communiste ». La polémique dure des mois: « À la hargne des augures officiels répond l’approbation chaleureuse et émue des travailleurs », répond encore en juin 1951, dans La Nouvelle Critique le communiste Jean Fréville. Le troisième tableau de l'exposition, un combat de coqs typique du Nord de la France, sera par ailleurs jugé d'un « populisme terrible » 
André Chastel confirmera deux ans après que depuis longtemps Aragon « faisait des réserves en privé » sur ce courant artistique. En avril 1950, Maurice Thorez, proche d'Aragon, avait pourtant salué la toile "Hommage à André Houiller", lors du congrès du PCF à Gennevilliers, dont la salle était décorée par des fresques de 350 m² commandées à cinq artistes de ce courant : Mireille Miailhe, Boris Taslitzky, André Graciès, Gérard Singer et Louis Bancel.

## Les suites

### Le salon d'automne 1951
La même année, le Salon d'automne une exposition artistique qui se tient chaque année à Paris depuis 1903 va connaitre ensuite une édition 1951 mouvementée. Cinq tableaux représentant la grève des dockers ou d'autres mouvements sociaux censurés. Parmi eux Les Dockers de Georges Bauquier, et son inscription Pas un bateau pour l'Indochine et La Riposte, vaste fresque épique de 2 mètres 20 sur 3 mètres,  peinte en 1950 par  Boris Taslitzky,  probablement inspirée d'articles de presse. Cette dernière dépeint les dockers de Port de Bouc, port de marchandises près de Marseille, repoussant les assauts des CRS et des chiens policiers, avec une Marianne brandissant le drapeau républicain et sera ensuite récupérée par la Tate Gallery de Londres.

### Les expositions de 1970 et 1972
Les quatre plasticiens professionnels du quatuor qui avait piloté la création de l'atelier populaire des Beaux-Arts à l'origine des affiches murales de Mai 68, Guy de Rougemont, Gérard Fromanger, Merri Jolivet et Julio Le Parc, ont renoué avec une exposition itinérante consacré à la vie des mineurs après le coup de grisou qui a tué 16 mineurs le 4 février 1970 à Fouquières-lès-Lens alors que les ingénieurs n'avaient pas fait évacuer la galerie comme il se doit pendant la réparation d'un ventilateur. Pendant deux ans, de 1970 à 1972, ces artistes de l'atelier populaire des Beaux-Arts vont participer à ces efforts et faire parler des victimes et du grisou, par une série de tableaux, publication, expositions et rencontres avec les mineurs,. Une veuve de mineur montre à Merri Jolivet l'album des souvenirs de son mari qu'elle garde comme son bien le plus précieux et il décide de réunir des artistes qui consacrent vingt-cinq tableaux à ces photos, exposition considérée comme une des événements les plus importants de l'histoire de la Salon de la Jeune Peinture dans cette période, avec des participations d'Aillaud, Arroyo, Biras, Chambas, Fanti, et Mathelin.